# Perpetual beta
Perpetual beta (Engels voor: 'eeuwig bèta') is een neologische term die gebruikt wordt om software of systemen te beschrijven die nooit uit het zogeheten 'bèta-stadium' komen. Ze blijven altijd als bètaversie bestaan. Het wordt meestal door ontwikkelaars gebruikt om het mogelijk te maken nieuwe mogelijkheden beschikbaar te stellen zonder deze volledig door te testen. Het spreekt voor zich dat perpetual beta niet geschikt is voor kritieke systemen. Echter in vele reeds operationele systemen vindt men dat dit perpetual beta-stadium tot snellere en flexibelere ontwikkeling, enscenering, en implementatie van nieuwe versies leidt.

## Definitie
Perpetual beta is een term die gebruikt wordt voor (software)ontwikkeling en implementatie van een dienst waarbij constante updates de basis vormen voor de bruikbaarheid van een dienst.
Volgens uitgever en open source advocaat Tim O'Reilly:
"Gebruikers moeten worden behandeld als mede-ontwikkelaars, zoals het in de prakijk van open source ontwikkeling werkt. (zelfs als de software in kwestie niet vrijgegeven wordt onder een open source licentie.)
De opensource-uitspraak, 'release vroeg en vrij vaak', is in feite getransformeerd tot een nog radicaler standpunt, 'de perpetual bèta', waarin het product is ontwikkeld in alle openheid,
waarbij nieuwe functies en verbeteringen naderhand frequent, -maandelijks, wekelijks of zelfs dagelijks- worden aangebracht.

Het is geen toeval dat diensten zoals Gmail, Google Maps, Flickr, del.icio.us en soortgelijke al jarenlang een 'Beta' logo dragen."
Gebruikt in de grotere dialoog van de definitie van Web 2.0, beschrijft O'Reilly het concept van de eeuwige beta als onderdeel van een op maat gemaakte internetomgeving met deze toepassingen als onderscheidende kenmerken:
- Diensten, niet verpakte software, met kosteneffectieve schaalbaarheid
- Controle over unieke, moeilijk te recreëren gegevensbronnen die rijker worden als meer mensen ze gebruiken
- Gebruikers vertrouwen als mede-ontwikkelaars
- Gebruikmaking van collectieve intelligentie
- Gebruikmaking van nieuwe distributiesystemen zoals customer selfservice
- Software boven het niveau van een enkel apparaat uitstijgend
- Lichtgewicht user interfaces, ontwikkeling modellen, en business modellen.[2]